# 第二次楊村戰鬥
楊村戰鬥發生於1925年12月8日，地點則是在中國天津北（今天津市武清区杨村镇一带）。是北洋政府時期內戰之一，交戰兩方為馮玉祥所屬國民一軍及奉一軍。戰鬥末了，奉軍擊退國民一軍。